# Elisabeth von Braunschweig-Wolfenbüttel (1567–1618)

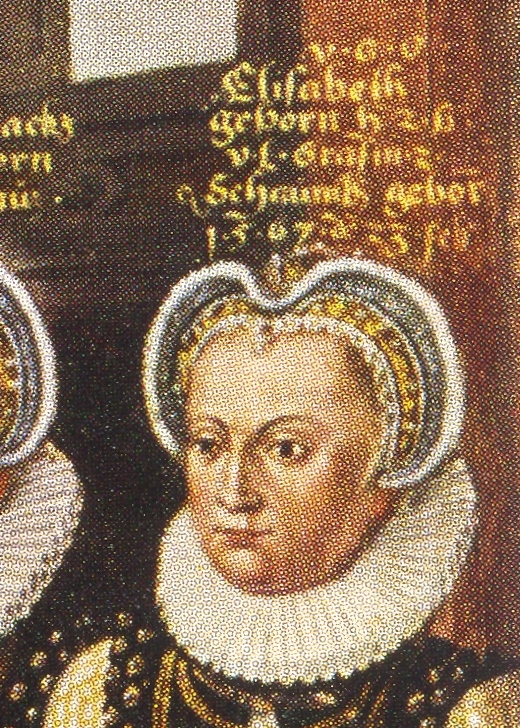
Elisabeth von Braunschweig-Wolfenbüttel

Elisabeth von Braunschweig-Wolfenbüttel (* 23. Februar 1567 auf Schloss Hessen; † 24. Oktober 1618 in Otterndorf) war eine Prinzessin von Braunschweig-Wolfenbüttel und durch Heirat zunächst Gräfin von Holstein-Schauenburg und danach Herzogin von Braunschweig-Harburg.

## Leben
Elisabeth war eine Tochter des Herzogs Julius von Braunschweig-Wolfenbüttel (1528–1589) aus dessen Ehe mit Hedwig (1540–1602), Tochter des Kurfürsten Joachim II. von Brandenburg.
Ihr Vater versuchte zunächst, sie 1577 an Stelle der katholisch gebliebenen Margareta von Chlum zur Äbtissin des 1568 auf seinen Druck evangelisch gewordenen Damenstifts Gandersheim wählen zu lassen. Bis 1582 verfolgte er diesen Plan, ohne sich damit beim Stiftskapitel durchsetzen zu können.
Elisabeth heiratete dann in erster Ehe am 6. Mai 1583 in Wolfenbüttel den Grafen Adolf XI. von Holstein-Schauenburg (1547–1601). Der einzige Sohn dieser Ehe,
Julius (* 1585), starb 1601 noch vor dem Vater.
Nach dem Tod ihres ersten Ehemanns vermählte sie sich am 28. Oktober 1604 im Harburger Schloss mit Herzog Christoph von Braunschweig-Harburg (1570–1606). Christoph starb schon zwei Jahre nach der Vermählung nach einem Sturz. Die Ehe war kinderlos geblieben. Elisabeth lebte seit 1609 auf Kosten der Stadt Harburg in Bremen, kehrte aber 1617 zurück und starb im Jahr darauf. Sie wurde an der Seite ihres zweiten Mannes in Harburg bestattet.